# 후이 브라간사
후이 페드루 헤벨루 브라간사(포르투갈어: Rui Pedro Rebelo Bragança, 1991년 12월 26일~)는 포르투갈의 태권도 선수이다. 2016년 하계 올림픽과 2020년 하계 올림픽 남자 플라이급에 참가했으며 세계 선수권 대회에서 은메달 1개, 동메달 1개, 유러피언 게임에서 금메달 1개, 유럽 선수권 대회에서 금메달 2개, 은메달 1개를 획득했다.